# De Wage

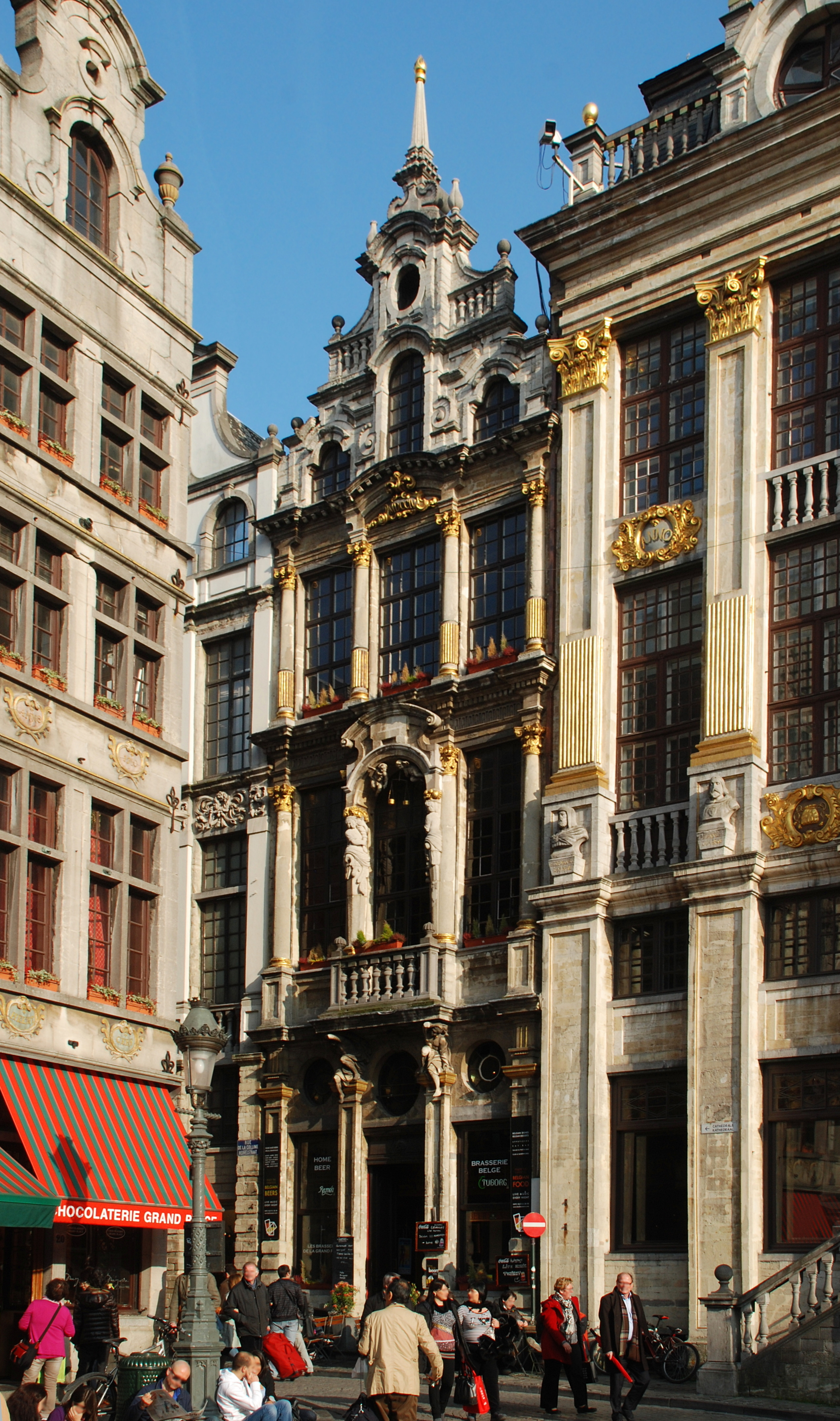
Voorgevel van De Wage

De Wage of De Balance is een huis in barokstijl op de noordoostelijke hoek van de Brusselse Grote Markt. Het is gelegen aan de Heuvelstraat 24, tussen het Huis van de Hertogen van Brabant en De Halff Maene. Sinds 1994 is het pand beschermd.

## Geschiedenis
Het huis in zijn huidige vorm is gebouwd na het Franse bombardement van 1695. Volgens een cartouche kwam het gereed in 1704. Hoewel het de architectuurwedstrijd voor de wederopbouw won, is de architect onbekend gebleven. Op de gevel maakt een weegschaal gedragen door putti kenbaar dat het gebouw als waag diende.
Een restauratie vond plaats in 1890 door de stadsarchitect Victor Jamaer. Het huis was toen reeds een café en is dat in de 21e eeuw gebleven, al hebben de uithangborden elkaar opgevolgd. Eén van de uitbaters, Les Brasseurs de la Grand Place, installeerde brouwketels in het pand.

## Gevel
De laatbarokke gevel sluit aan bij het ensemble van de Grote Markt, met pilasters, balustrades, kroonlijsten, bolornamenten en op de tweeledige halsgevel een obelisk. Figuratieve elementen ontbreken niet. De huisnaam wordt uitgebeeld door zwevende putti met een weegschaal. Ze worden geflankeerd door twee kariatiden-hermen. Het balkon eronder wordt gedragen door twee zwarte Afrikanen met grote oorbellen. Ze steunen zich op de pilasters en hebben één voet in het luchtledige.

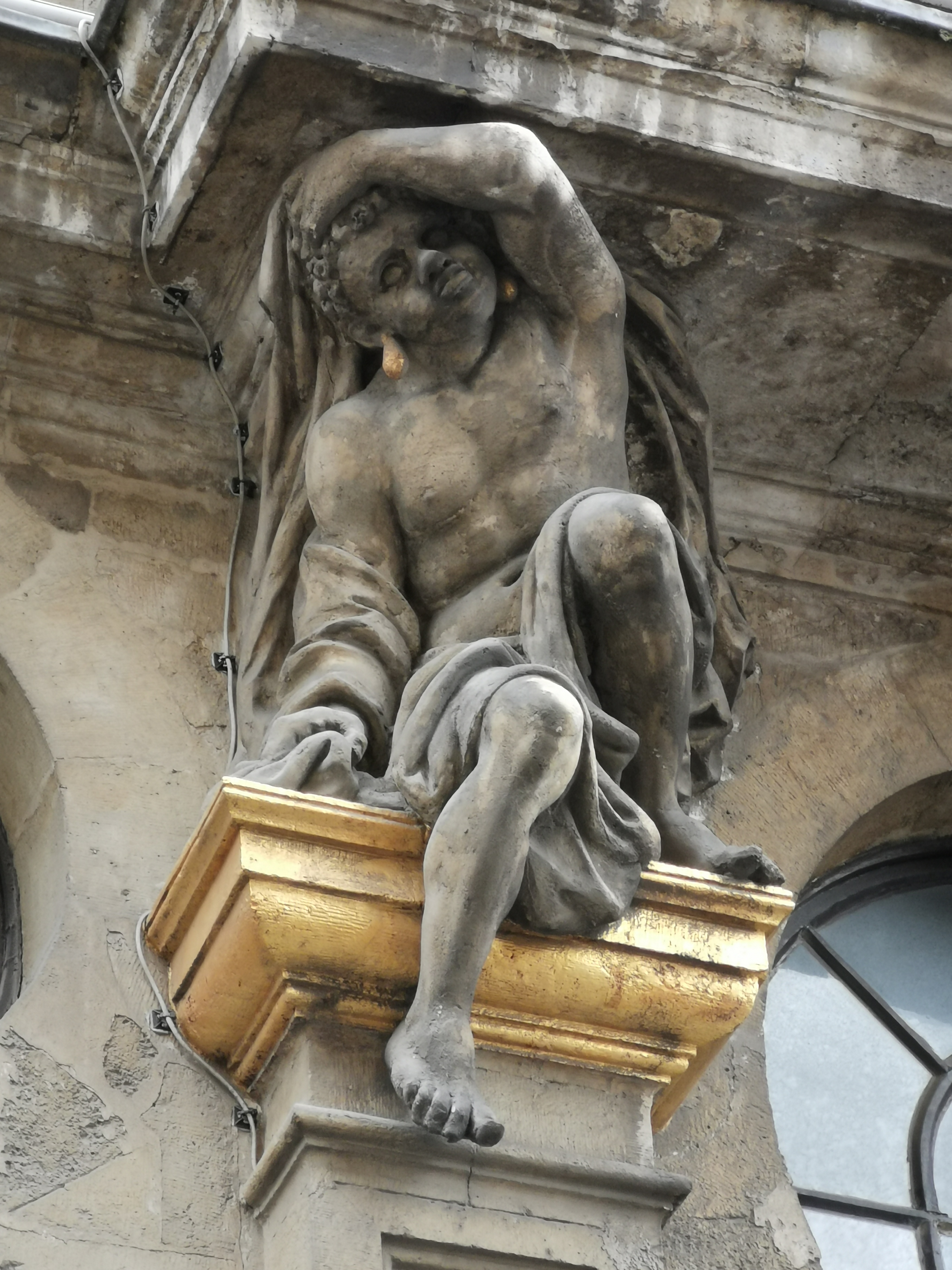
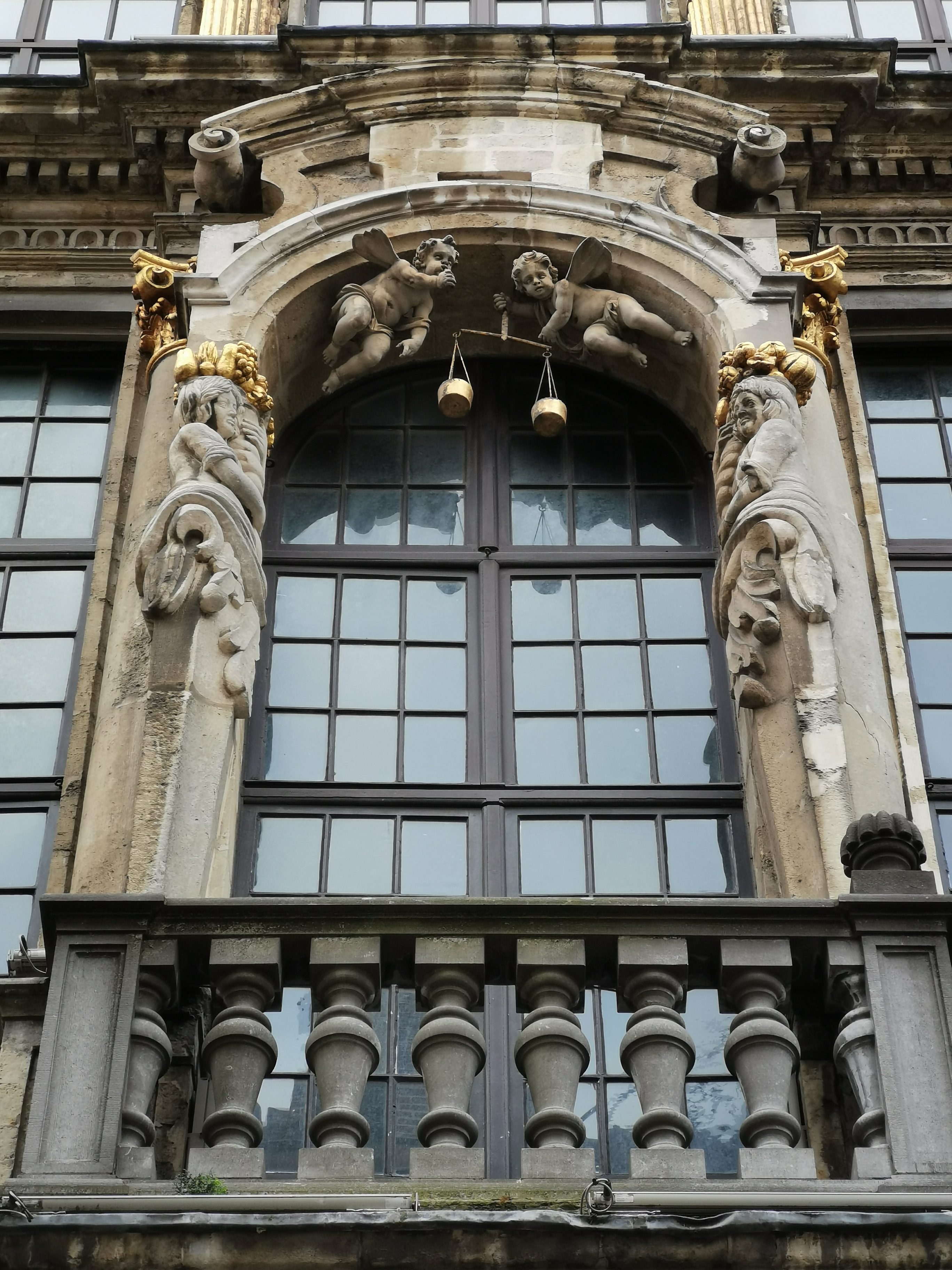
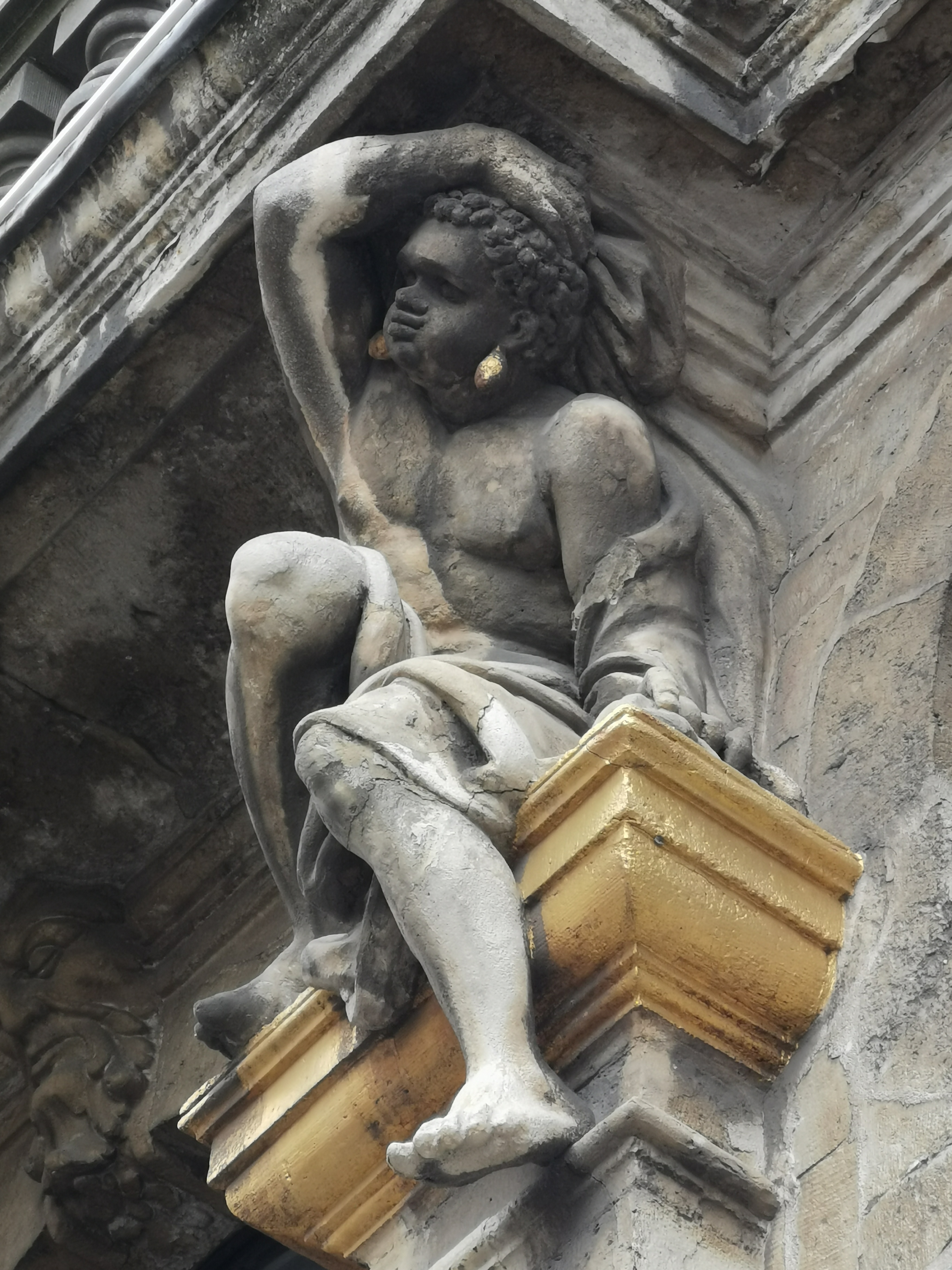